# هيتوشي ساكيموتو
هيتوشي ساكيموتو (崎元仁 ساكيموتو هيتوشي) هو ملحن ياباني ولد في 26 فبراير 1969 في طوكيو.

## أعماله في الأنمي

### مسلسلات أنمي تلفزيونية
- روميو x جولييت
- برج درواغا 〜the Aegis of URUK〜
- برج درواغا 〜the Sword of URUK〜
- فالكيريا كرونيكلز
- كيوس دراغون: حرب التنين الأحمر

### أفلام أنمي
- تيكن: ثأر الدم

## أعماله في ألعاب الفيديو
- فاينل فانتسي XII (بالتعاون مع نوبوؤو أويماتسو)
- فاينل فانتسي تاكتكس (بالتعاون مع ماساهارو إيواتا)
- فاينل فانتسي تاكتكس أدفانس (بالتعاون مع أياكو ساسو وكاوري أوكوشي)
- فاجرانت ستوري
- سوبر العودة إلى المستقبل الجزء الثاني
- فالكيريا كرونيكلز
- فالكيريا كرونيكلز 2
- فالكيريا كرونيكلز 3
- فالكيريا كرونيكلز 4
- موراماسا: ذا ديمون بليد
- موراماسا ريبرث
- أودين سفير
- كيوياكو ميغامي تينسي
- إكس كاليبر 2097 (بالتعاون مع هاياتو ماتسوؤو)
- أوغر باتل: ذا مارتش أوف ذا بلاك كوين (بالتعاون مع هاياتو ماتسوؤو وماساهارو إيواتا)
- تاكتكس أوغر: لت أس كلينغ توغيذر (بالتعاون مع ماساهارو إيواتا)
- أوغر باتل 64: بيرسون أوف لوردلي كاليبر (بالتعاون مع هاياتو ماتسوؤو وماساهارو إيواتا)
- تاكتكس أوغر: ذا نايت أوف لوديس (بالتعاون مع ماساهارو إيواتا)
- ليغايا 2: ديول ساغا (بالتعاون مع ميتشيرو أوشيما وياسونوري ميتسودا)
- أوبونا
- دراغونز كراون
- ذا ويزارد أوف أوز: بيوند ذا يلو بريك رود (بالتعاون مع ميتشيكو ناروكي, ماساهارو إيواتا وكيميهيرو آبي)
- سلسلة ألعاب تيكن
  - تيكن أدفانس (بالتعاون مع أتسوهيرو موتوياما)
  - تيكن 6
- باتل ستاديوم د.و.ن
- ذا دينبا من: ذي كيم باي ويف
- لورد أوف اركانا (بالتعاون مع نوبوؤو أويماتسو، كينيتشيرو فوكوي وساتوشي هينمي)
- غونتليت (إصدار سيجا جينيسيس)
- ستيلا ديوس: ذا غيت أوف إيتيرنيتي (بالتعاون مع ماساهارو إيواتا)
- آركايك سيلد هيت (بالتعاون مع ماساهارو إيواتا)
- تيرا دايفر
- فيريتيكس (بالتعاون مع ماساهارو إيواتا ويوشيو فوروكاوا)
- راديانت سيلفرغان
- سوبر بومبرمان: بانيك بومبر وورلد
- تريجر هنتر جي
- ستارشيب رونديفو (بالتعاون مع ماساهارو إيواتا)
- 13 سنتينلز: إيجيس ريم
- بليتش: هيت ذا سول 2
- كينغ بريدر (بالتعاون مع ماساهارو إيواتا)

## وصلات خارجية
- الموقع الرسمي
 (بالإنجليزية)
- Official worklist (باليابانية)
- هيتوشي ساكيموتو على موقع IMDb (الإنجليزية)
- هيتوشي ساكيموتو على موقع ميوزك برينز (الإنجليزية)
- هيتوشي ساكيموتو على موقع أول ميوزيك (الإنجليزية)
- هيتوشي ساكيموتو على موقع ديسكوغز (الإنجليزية)